# Region Wschodni (Burkina Faso)
Region Wschodni (fr. Region Est) – jeden z 13 regionów w Burkinie Faso, znajdujący się we wschodniej części kraju. Z powierzchnią 46,2 tys. km² jest największym regionem Burkina Faso. 
W skład regionu wchodzi 5 prowincji:
- Gnagna
- Gurma
- Komondjari
- Kompienga
- Tapoa